# Булавін Кіндрат Опанасович
Кіндра́т Пана́сович Була́він (1667 — 7 (18) липня 1708) — один з керівників козацького повстання на Дону проти Московського царства.

## Життєпис
Народився у 1667 році в слободі Старий Салтів. Його батько Опанас Абакумович Булавін, що походив з дітей боярських, з 1659 року був записаний у рейтари, а на 1660-й рік значився в Салтові «з пищаллю». В Опанаса Булавіна було троє синів: старший Федір народився близько 1653 року і, швидше за все, не в Салтові, а ось середній син Іван (1660 р.н.) і молодший Кіндрат (1667 р.н.) однозначно — у Салтові.

### Слобідське коріння донського отамана
Знайдені харківським дослідником Андрієм Парамоновим документи, які зберігали в Російському державному архіву древніх актів, не залишають сумнівів щодо слобожанського походження отамана. Булавіни постійно проживали у Старому Салтові до 1685 року. За казкою, виданою рейтару Опанасу Булавіну 16 лютого 1675 р., він не отримує від скарбниці платні. Землі йому також чомусь не нарізали, хоча на службі батько Кіндрата Булавіна перебував з 1659 року, а в 1674—1675 роках в полку білгородського воєводи князя Григорія Григоровича Ромодановського навіть «був у поході в малоросійських Задніпровських містах» проти кримських татар.
Відсутність земельного наділу змусило Панаса Булавіна 1675 року просити у царя Олексія Михайловича виділити йому землю. В якому точно році поки невідомо, але земля при селі Салтів йому була нарізана. Проте, на 1686 рік Опанас Булавін вже втік з сім'єю на Дон, де був обраний отаманом у станиці Трьохізбянській — звідти і починається «зарахування» Булавіних до донського козацтва.
Що ж стосується власно Кіндрата Опанасовича Булавіна, то він був обраний у 1703 році отаманом в місті Бахмут і пробув ним до лютого 1707 року.

### Битва донців за соляні промисли
У 1705 козаки під командою Булавіна зайняли Бахмутські соляні промисли, перед тим захоплені царським урядом, і почали варити сіль самі. Ця спроба закінчилася успішно, і ізюмський полк, що охороняв солеварні, був змушений піти. Булавіна козаки обрали отаманом на Бахмутських промислах. Але ізюмський полковник Щуст подав скаргу в Адміралтейський приказ. Улітку 1706 року на промисли прибув дяк Адміралтейського приказу А. Горчаков для огляду соляних варниць і спірних земель по Бахмуту. Булавін заарештував його, а потім вислав до Воронежа. З цього почалася боротьба Булавіна з царським урядом.

### Розправа з каральним загоном Долгорукова
Приводом до початку бойових дій стало прибуття на Дон карального загону князя Ю. В. Долгорукова, який був спрямований на Дон для розшуку і повернення втікачів. Коли загін полковника став на ніч у Шульгинському містечку, козаки на чолі з Булавіним напали на карателів. Загін карателів (близько 1000 чол.) був розгромлений, а князь Долгоруков і всі офіцери були убиті. Так у ніч на 9 жовтня 1707 року почалося повстання. Щоб приховати сліди, старшини нашвидку зібрали похідне військо і направили його проти булавинців. Біля Закотного містечка, що на Айдарі, 18 жовтня вони розбили повсталих. Самому Булавіну з групою козаків вдалося піти в Бахмут, де він міг отримати допомогу від татар і запорожців. Булавін вирушив на Запорізьку Січ, де уклав із запорожцями таємний союз — «друг за друга стоять твердо і радеть одностайно».
Постійною резенденцією Булавіна була спочатку фортеця Кодак. Пізніше прихильники Булавіна на лівому березі Дніпра, коло Звонецького порогу, заснували укріплення типу Січі. Саме звідси Булавін відсилав свої універсали. У березні 1708 року запорожці-булавинці штурмували московський гарнізон в Новобогородицькій фортеці, хотіли взяти Самарь.
Царський уряд, передбачаючи небезпеку, вирішив придушити повстання на самому початку: 20 000 солдатів регулярних військ рушили від Тули під начальством князя Д. М. Голіцина, незабаром корпус цей разом з вірними царю донськими козаками був відданий під начальство князя Василя Долгорукого, брата убитого Юрія Долгорукого. Ранньою весною 1708 р. Булавін зосередив біля річки Міус усі свої загони; отаман Максимов на поході з Черкаська, попри перевагу сил булавинців, напав на нього і після завзятого і кровопролитного бою, був розбитий, утратив гармати і весь свій стан, після чого відступив у Черкаськ. Булавін, здобувши перемогу, відіслав трохи легких загонів до станиць на річках Донець, Хопер, Бузулук та Медведиця, відкіля вони поширилися до Козлова і Тамбова, сам же з головними силами вирушив до Черкаська. До Кобилинської станиці він зустрічав сильний опір з боку вірних станиць, що захищалися від нього, як від ворога, але тут, підсилившися вигнаними з Росії розкольниками, він безперешкодно дійшов до Черкаська, яким і заволодів хитрістю (на сторону Булавіна перейшла черкаська «голота»). Повсталі стратили декількох старшин, відрубавши голови отаману Лук'янові Максимову з чотирма старшинами, задушивши п'ятого старшину Єфрема Петрова, розділили їхнє майно, і зібрали Коло, де проголосили Булавіна військовим отаманом. Ставши отаманом Кіндратій Панасович спробував розпочати переговори з центральною владою, але московська влада не могла йому пробачити вбивства родовитого карателя.

### Придушення повстання
Після невдачі в переговорах Булавін негайно відіслав угору по Волзі, по разинському шляху, повстанські загони отаманів І. Некрасова, І. Павлова, Хохлача. Козаки осадили Царицин і Саратов, а отаман Хохлач навіть взяв Камишин. Співчуття булавинцям висловлювало населення південних російських повітів. Однак ні Хохлач, ні Некрасов не одержали з Черкаського ніякої допомоги. Вся увага булавинців було прикута до Дінця, відкіля очікувався з боку України підхід царських військ. Там отамани С. Драний, Н. Голий і С. Беспалов здобули 8 червня перемогу на ріці Уразовій над Сумським полком. 30 червня козаки завдали нової поразки слобідським полкам і обложили місто Тор.
Тим часом уряд, одержавши звістку про поразку отамана Максимова й успіхи повсталих, на додаток до 20-тисячного загону Довгорукова кинув проти повсталого Дону нові каральні загони — генералу Бахметеву з його бригадою було наказано поспішити до Черкаська. Бахметев приєднався до головного корпусу князя Долгорукого. Шлях до Черкаська прокладався силою зброї. Карателі по шляху палили станиці, не щадили ні старих, ні малих.
На ріці Куртлак Долгоруков напав на 15-тисячний загін повсталих козаків, очолюваний Хохлачем, і розсіяв їх; жорстокість карателів була такою великою, що в полон було узято тільки 143 чол., а інші були перебиті, крім деяких, що врятувалися втечею. Майже одночасно інший загін, під начальством полковника Кропотова і Гуліца, розбив ущент отамана Драного. Незважаючи на все це, повсталі наважилися діяти наступально. Хохлач, Казанкин і Ганкин з 5 000 козаків з'явилися під Азовом і обложили його, але зустріли сильну відсіч і примушені були відступити.
Вісті про невдачі швидко досягли Черкаська і козача старшина вирішила діяти. У ніч на 18 (7 ст. стилю) липня 1708 року вірні отаманський будинок Булавіна було атаковано змовниками, які вирішили видати його уряду, під проводом обраного ними старшини Іллі Зерщикова. Булавін з 11 відданими йому людьми захищався запекло, але побачивши, що будинок почали обкладати очеретом з метою підпалити його, застрелився з пістолета (згідно з іншими даними був убитий в бою). Усіх його захоплених у Черкаську сподвижників відправили до Москви, а тіло Булавіна, для посвідчення жителів в його смерті, відвезли до Азова і там, після відсічення голови, підвісили.
Після смерті Булавіна повстання тривало. Однак на 3 етапі повстання, бойові дії велися розрізнено. У верхів'ях Дону діяв загін Микити Голого, на Волзі — загони Гната Некрасова, Сергія Беспалого, Івана Павлова та інших отаманів. Зусилля Гната Некрасова об'єднати дії повстанців виявилися марними. На початку 1709 р. залишки загонів Некрасова, Павлова і Беспалого (2 тисячі козаків) пішли на Кубань.
Підсумком повстання стало насамперед масове винищування козацтва царською владою та втрата Військом Донським частини своїх земель.

## Пам'ять
Ім'ям отамана Кіндрата Булавіна названо селище міського типу Булавине в Донецькій області.
У селі Трьохізбенка, яке помилково вважалося батьківщиною отамана, у 1998 р. було встановлено повноростовий бронзовий пам'ятник (скульптор Н. Можаєв).
У 1971 року у Бахмуті встановили пам'ятник-бюст (скульптор К. Кузнецов, архітектор В. Гнєздилов) отаману. Ще один бюст встановлено в селі Булавинівка (скульптор І. Овчаренко).
Вулиця Булавіна у Запоріжжі, Старобільську та Лисичанську. 

## Світлини

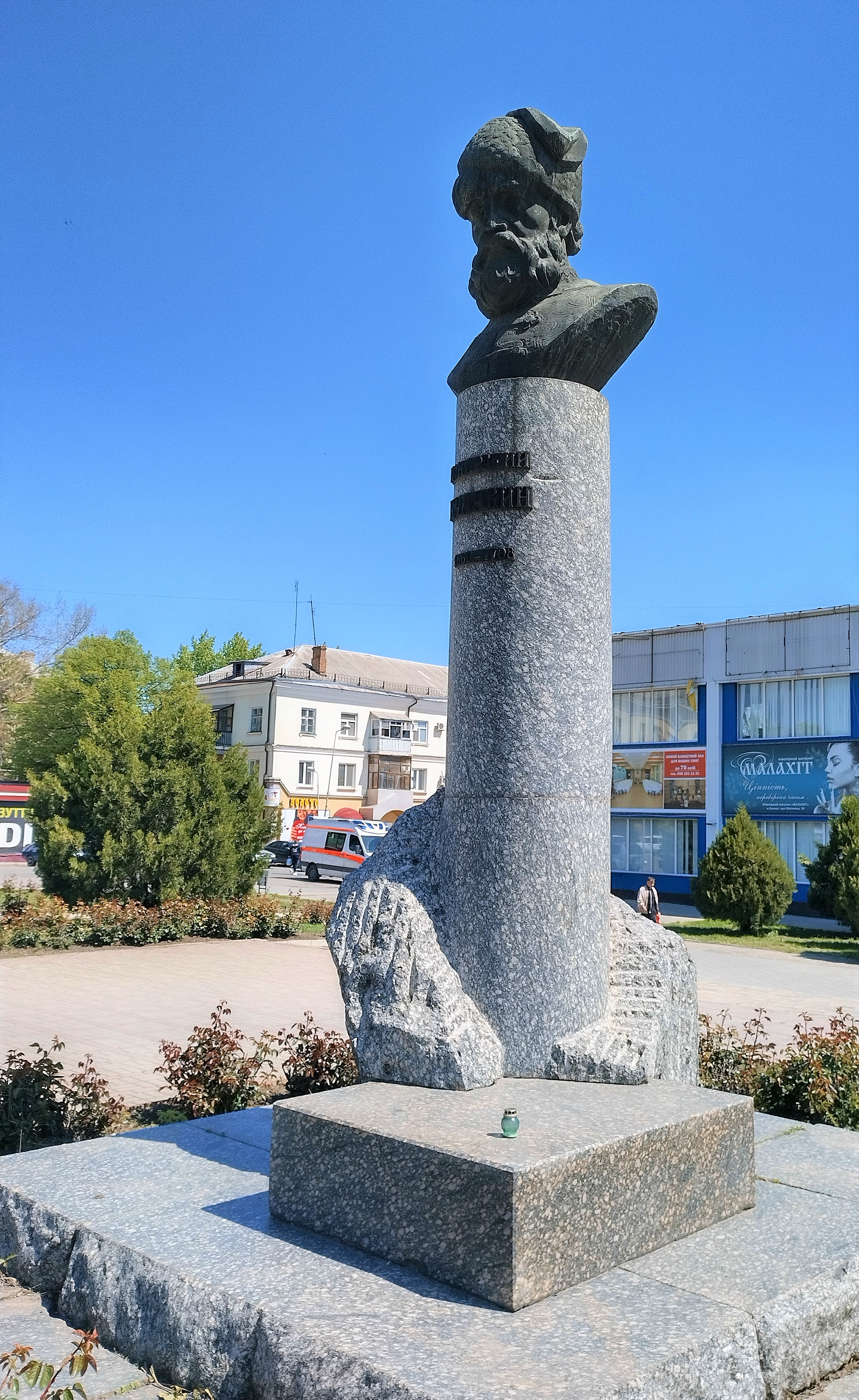
Погруддя в Бахмуті
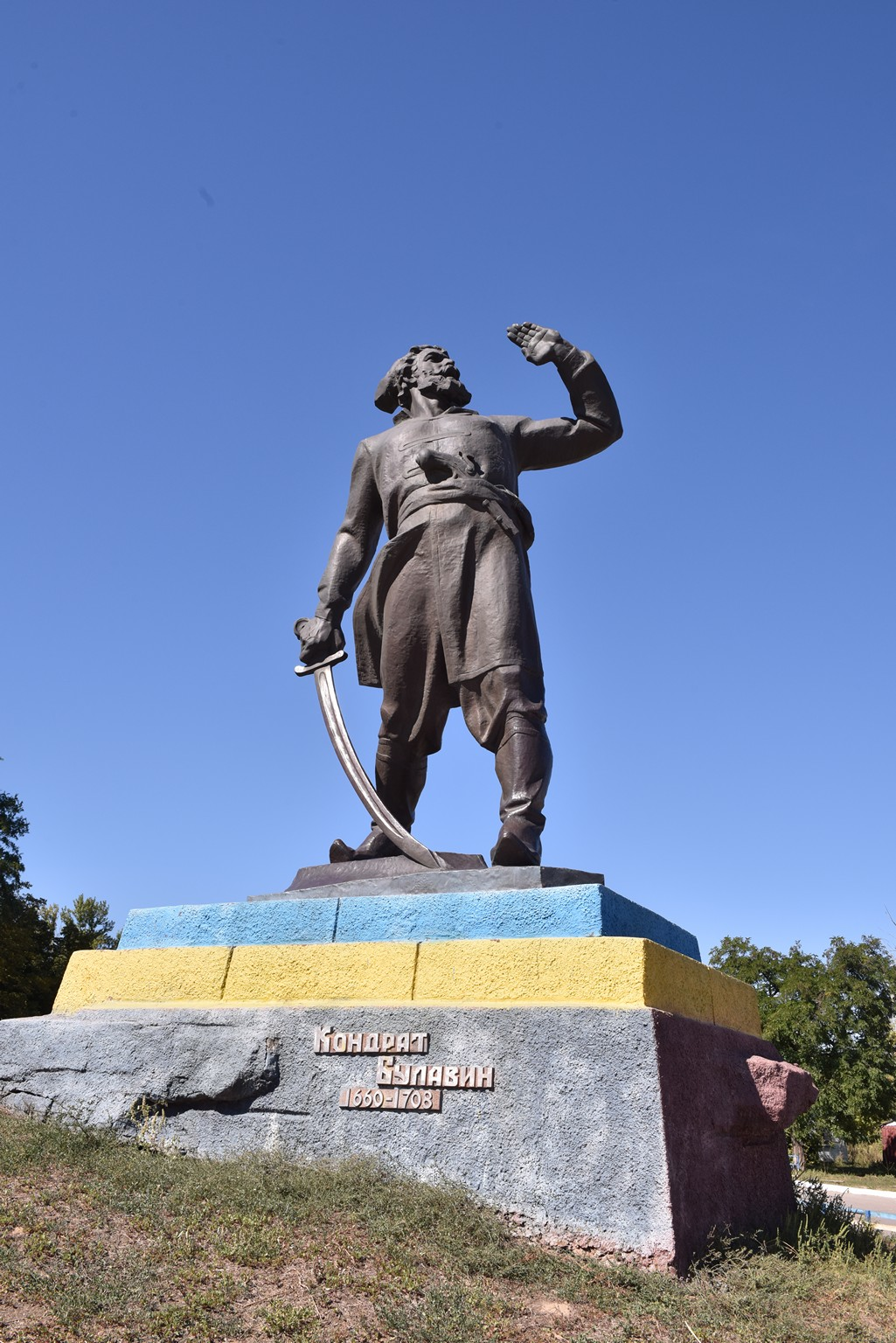
Пам'ятник у селі Трьохізбенка
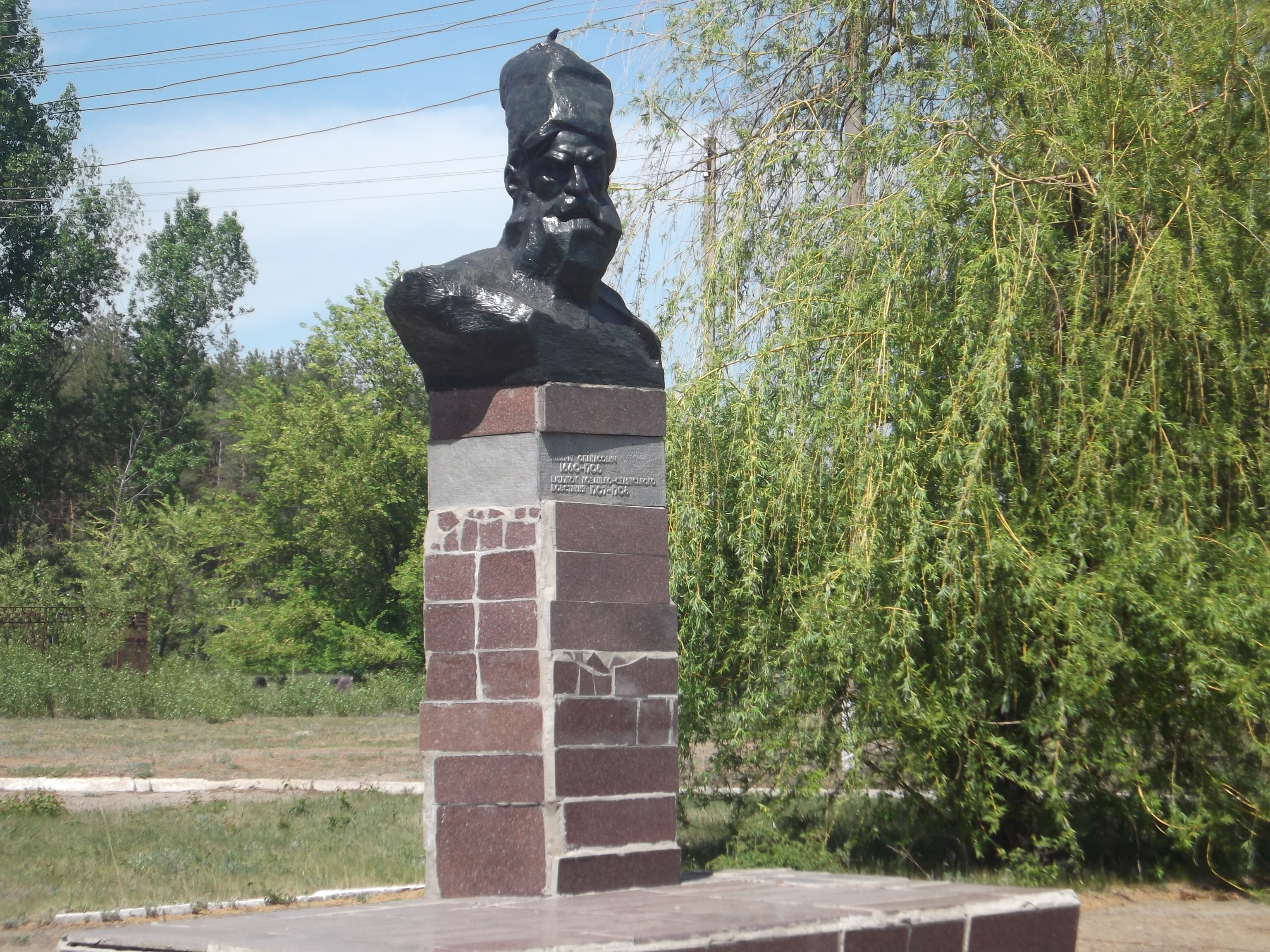
Погруддя у селі Булавинівка